# Nízký Jeseník
I Nízký Jeseník (in lingua ceca significa: Bassi Jeseník, per distinguerli dai contigui Hrubý Jeseník, gli Alti Jeseník) sono una catena montuosa situata nella parte orientale della Repubblica Ceca e fanno parte dei Sudeti Orientali. È la più grande catena montuosa della Repubblica Ceca e si estende su una superficie di 2876 km2.

## Localizzazione

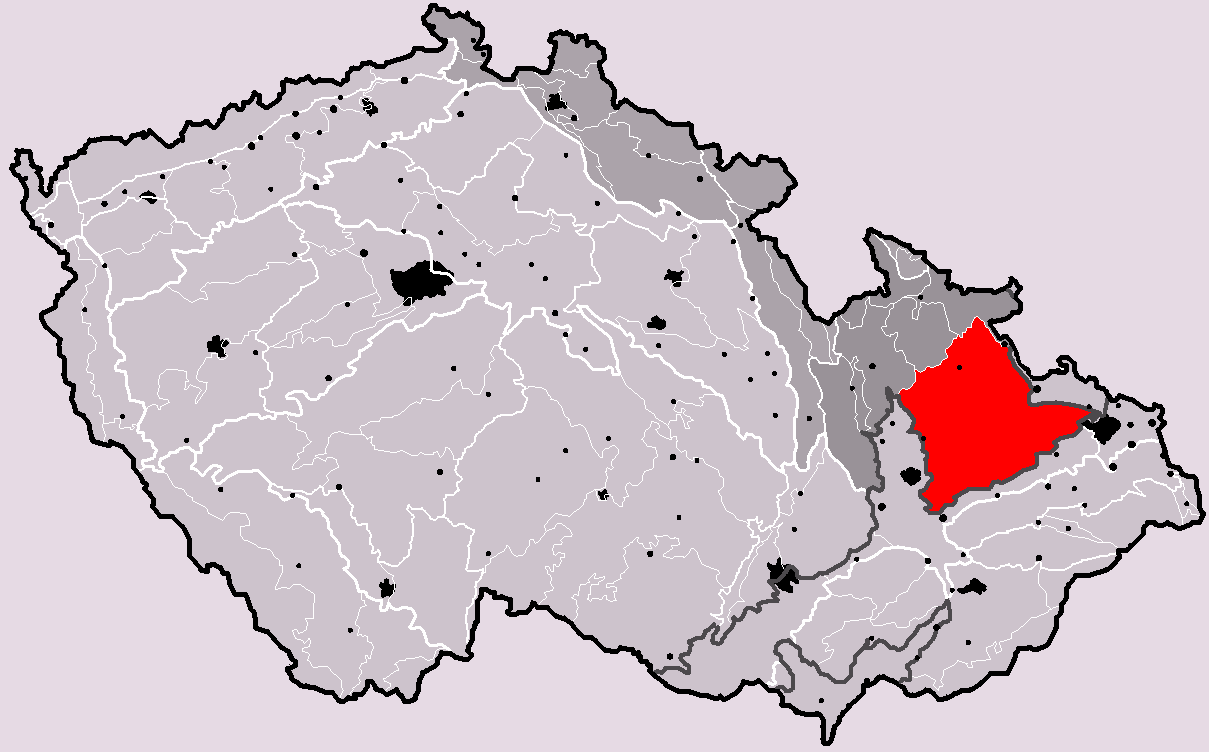
In rosso la localizzazione dei Nízký Jeseník nella geomorfologia della Repubblica Ceca.

I Nízký Jeseník sono un'unità geomorfologica costituita da piccoli rilievi e altopiani piatti situati nella parte settentrionale della Moravia e nella parte meridionale della Slesia. Amministrativamente sono compresi nella Regione di Moravia-Slesia e nella Regione di Olomouc, suddivisi nei distretti di Bruntál, Nový Jičín, Olomouc, Opava, Ostrava-město e Přerov. La catena montuosa è approssimativamente delimitata dalla linea che corre tra le città di Olomouc, Ostrava, Krnov e Uničov.
I Nízký Jeseník si collegano alla parte orientale dei Hrubý Jeseník e, a est, si trasformano nella Porta Morava e nel Bacino di Ostrava.

## Altezza
La catena montuosa ha un'altezza media compresa tra 400 e 600 m sul livello del mare. La cima più alta, Slunečná, nel settore occidentale raggiunge gli 800 m, mentre ad est l'altezza diminuisce a circa 350 m. Altre cime sono: Fidlův kopec (680 m), Strážná (641 m), Vrchy (540 m) e Hůrka (530 m).

## Struttura geologica
È una delle unità geologiche più antiche dell'Europa centrale e mostra tracce residue di una antica attività vulcanica. I Nízký Jeseník sono costituiti principalmente da rocce sedimentarie paleozoiche, del Carbonifero, formatesi su precedenti sedimenti metamorfizzati e da rocce vulcaniche, formate da un'intensa attività vulcanica sul fondo marino durante il Devoniano. L'area dei Nízký Jeseník è sempre stata conosciuta per l'estrazione di metalli non ferrosi e metalli preziosi.
Le rocce metamorfiche comprendono ardesia e fillite. Le rocce sedimentarie sono a base di arenaria, ardesia, mudstones, argilla, conglomerati con inserti di calcare, ardesia di quarzo e ardesia di grafite. Il grado di metamorfismo delle rocce diminuisce gradualmente verso est, quindi è difficile tracciare un confine tra rocce metamorfiche e sedimentarie.

## Attività vulcanica
Durante il Terziario, i Nízký Jeseník subirono un sollevamento tettonico a causa dei processi orogenetici, mentre si abbassarono l'area dell'Alta Moravia e la regione di Kladsko. Le risultanti linee di frattura della crosta terrestre hanno quindi permesso l'attività vulcanica che ha dato luogo alla formazione dei vulcani più giovani nella Repubblica ceca:
- Červená hora (Montagna rossa)
- Velký Roudný (750 m) (Grande Roudný)
- Malý Roudný (Piccolo Roudný)
- Uhlířský vrch (Collina del carbone)
- Venušina sopka (Vulcano di Venere)

Gli ultimi due vulcani erano ancora attivi all'inizio del Quaternario.

## Idrografia
I Nízký Jeseník sono drenati dai fiumi Oder (affluenti: Moravice e Opava) e Morava (affluenti: Oskava, Sitka e Bystřice) e fanno quindi parte dello spartiacque europeo. 
La parte settentrionale della catena montuosa, drenata principalmente dall'Opava e dal suo affluente Moravice, appartiene al bacino dell'Oder e le sue acque vanno a confluire verso nord nel bacino del Mar Baltico. Le acque degli altri versanti di questi monti vengono raccolte dalla Morava e vanno a confluire nel Danubio, terminando quindi il loro flusso nel Mar Nero.
Sono presenti due bacini di acqua dolce formati dagli sbarramenti nei fiumi, presso Slezská Harta e Kružberk.

## Principali vette dei Nízký Jeseník
| No. | Cima            | Altezza m s.l.m. |
| 1   | Slunečná        | 800              |
| 2   | Slunečná – S    | 797              |
| 3   | Pastviny        | 790              |
| 4   | Velký Roudný    | 780              |
| 5   | Kamenná hůrka   | 778              |
| 6   | Malý Roudný     | 771              |
| 7   | Ptáčník         | 768              |
| 8   | Rychtář         | 753              |
| 9   | Červená hora    | 749              |
| 10  | Bedřichova hora | 745              |
| 11  | Nad Alejí       | 743              |
| 12  | Moravická hora  | 741              |
| 13  | Kamenec         | 737              |
| 14  | Strážná         | 730              |
| 15  | Polomy          | 725              |
| 16  | Stránský vrch   | 725              |
| 17  | Zlatá lípa      | 723              |
| 18  | Na Kopci        | 721              |
| 19  | Smrčiny         | 719              |
| 20  | Karlova hora    | 717              |

| No. | Cima               | Altezza m s.l.m. |
| 21  | Zadní vrch         | 713              |
| 22  | V Koleně           | 712              |
| 23  | Vysutý             | 711              |
| 24  | Stránský vrch – JV | 710              |
| 25  | Kamenný vrch       | 709              |
| 26  | Návrší             | 709              |
| 27  | Rýžovník           | 709              |
| 28  | Harrachovský kopec | 708              |
| 29  | Poutní hora        | 708              |
| 30  | Pomezí             | 707              |
| 31  | Nad zatáčkou       | 707              |
| 32  | Chlum              | 706              |
| 33  | Kančí vrch         | 706              |
| 34  | Na Kopci           | 705              |
| 35  | Tři lípy           | 703              |
| 36  | Výhledy            | 703              |
| 37  | Vysoký vrch        | 703              |
| 38  | Smrkový vrch       | 702              |
| 39  | Černý les          | 701              |
| 40  | Koroptví vrch      | 700              |